# Редингот
Редингот (фр. redingote, искажённое от англ. riding-coat — сюртук для верховой езды) — разновидность костюма для занятий верховой ездой, представлявшая собой нечто среднее между пальто и длинным сюртуком с прямыми полами и шалевым воротником. Как правило, редингот был двубортным, отличался прилегающим силуэтом с разрезом сзади, иногда дополнялся пелериной. Был принадлежностью как мужского, так и дамского гардероба.
Впервые редингот возник в Великобритании, вошёл в моду в 1770-х годах и широко распространился в XVIII—XIX веках. На протяжении всего XVIII века рединготы надевались поверх камзолов и кафтанов, в XIX веке редингот стал более нарядным, а в эпоху Второй французской империи их носили только в торжественных случаях. Впоследствии термин «редингот» начал обозначать и многие другие элементы мужского гардероба, имеющие сходный покрой: пальто, мундир и т. д.